# I'm a Steady Rollin' Man
I'm a Steady Rollin' Man è una canzone blues di Robert Johnson.

## Il brano
La canzone è la traccia di apertura del lato B dell'album King of Delta Blues Singers, Vol.2.